# Calocheiridius nepalensis
Calocheiridius nepalensis es una especie de arácnido del orden Pseudoscorpionida de la familia Olpiidae.

## Distribución geográfica
Se encuentra en Nepal.